# 雅盖沃
约盖拉（波蘭語：Jogaila），后称为瓦迪斯瓦夫二世·雅盖沃（波蘭語：Władysław II Jagiełło），（約1362年—1434年6月1日），立陶宛大公和波兰国王。于1377年起统治立陶宛，其任期开始时，与他的叔父科斯图提斯共治。1385年以「立陶宛大公與羅斯君主及繼承人」（英語：Grand Duke of Lithuania and Lord and Heir of Rus）名義將領地與波蘭王國合併，到1386年皈依天主教，取教名为瓦迪斯瓦夫，正式和年轻的波兰女王雅德维加结婚，加入龙骑士团，并以瓦迪斯瓦夫·雅盖沃的名义加冕为波兰配国王，起初他和妻子共治波兰，妻子去世后他单独统治直到逝世。
由于他亦统治波兰共48年，實為后来统治波兰、立陶宛两地长达几世纪的波兰立陶宛联邦的奠基人，雅盖隆王朝之名来源于他，該王朝统治两国至1572年，為中世纪时期中东欧最有影响力王朝之一的格迪米尼茲下的支系。
雅盖沃是中世纪立陶宛和波兰的最后一位异教统治者，其头衔为。作为立陶宛大公，他奉行与波蘭王國结盟，抵抗条顿骑士团的政策。在1410年，联盟在格伦瓦德之战（坦能堡之战）获胜，而接下来的索恩休战使波兰和立陶宛的边境变得稳固，这也意味着欧洲的一支重要力量，波兰立陶宛联盟的诞生。在瓦迪斯瓦夫二世的任期裡，波兰的版图得到了扩大，而且瓦迪斯瓦夫二世的统治时代通常被认为是“波兰的黄金时代”。

## 早年

### 立陶宛
约盖拉的早年经历鲜为人知，甚至连他的生日都颇具争议。以前的历史学家认为他出生在1352年，但是近期研究指出，他的出生时间比以前得出的时间要晚一点──大约在1362年。他是格迪米尼兹王朝的后裔，可能出生于维尔纽斯。他的双亲分别为立陶宛大公阿尔吉尔达斯和他的第二位妻子特维尔大公亚历山大·米哈伊洛维奇之女乌里亚娜·亚历桑德罗芙娜。
1377年，约盖拉成功将立陶宛西北部及继承前基辅罗斯巨大领土的鲁塞尼亚（今乌克兰、白俄罗斯和俄罗斯西部）联合成为稳定的政治实体。而在此之前，他们是两个不同的民族群体和政治系统。起初，约盖拉和他在1370年围攻莫斯科的父亲一样，统治建基于他在立陶宛东南部的领土，与此同时，他的叔父查基公爵科斯图提斯继续统治立陶宛东北部地区。不過即位的雅盖沃，很快就令这个双重统治体制稳固下来。
约盖拉在位之初，立陶宛的动乱使他把注意力集中于立陶宛的鲁塞尼亚地区。从1377年至1378年，他的同父异母兄长波洛茨克的安德烈挑战弟弟的权威，试图成为大公，到了1380年，安德烈和时任莫斯科的大公的兄弟德米特里一世·顿斯科伊一起抗击约盖拉的盟友鞑靼可汗马麦。由于约盖拉和他的军队未能及时支援马麦的军队，马麦在库里科沃之战被德米特里·顿斯科伊击败，之后莫斯科公国对立陶宛的威胁更大。同年，约盖拉开始与科斯图提斯展开权力斗争。
在西北部，立陶宛面对来自条顿骑士团的袭击。這支武裝組織建立于1226年，以皈依波罗的异教部落普鲁士人、约特温基亚人和立陶宛人建立起中央集權化的地方武力。在1380年，约盖拉秘密与骑士团签订《多威迪斯科斯条约》，同意立陶宛的基督教化，以作为回报，骑士团也支持他与科斯图提斯作对。在科斯图提斯发现了这个计划后，发动了立陶宛内战。最终他占领了维尔纽斯，推翻了约盖拉，并在他的所在地自命为大公。
在1382年，约盖拉与他父亲的诸侯建立了一支军队，并在查基附近正面攻击科斯图提斯。科斯图提斯和他的儿子维陶塔斯根据斯基尔盖拉给予安全通行权的承诺和约盖拉的兄弟，在约盖拉在维尔纽斯的营地谈判，但被欺骗，并被禁于克列瓦的城堡，科斯图提斯在那里死亡，可能是在一周后被谋杀致死。维陶塔斯逃往条顿城堡马尔堡，受洗，并取教名维甘德。
约盖拉和骑士团进一步会谈时签署《杜比撒条约》，条约重申了他对基督化的承诺，并答应给予骑士团杜比撒河以西的萨莫吉西亚地区。但无论如何，骑士团宣称当即帮助他的两个兄弟，在1383年的夏天进入立陶宛并占领了萨莫吉西亚的大部分地区，在更北的地方打开了普鲁士条顿骑士团和利沃尼亚条顿骑士团的通道。和骑士团一道，携带武器的维陶塔斯之后接受约盖拉在他的遗产方面的保证，并和他一起进攻，劫掠一些普鲁士城堡。

### 洗礼与婚姻
当约盖拉到了该娶妻的时候，因为他有意与一位基督徒结婚，他对妻子的选择已经变得很清晰。他的罗斯母亲希望他与最先要求他皈依东正教的哥哥德米特里·顿斯科伊的女儿、约盖拉的侄女索菲亚结婚。然而这个选择不能令认为东正教徒是支持教会分裂、且与异教徒无异的人的条顿骑士团停下对立陶宛发动的十字军入侵。

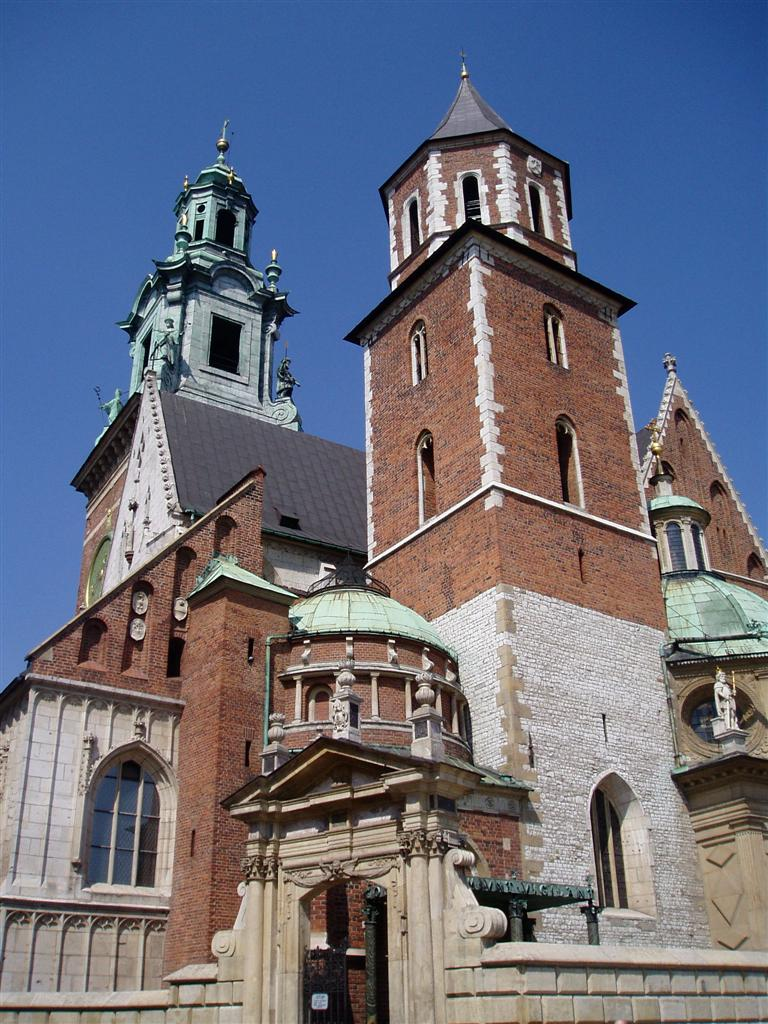
瓦维尔主教座堂的尖塔

约盖拉因此接受了一位波兰人的提议，皈依天主教并与11岁国王雅德维加结婚。而他也合法的被雅德维加的母亲匈牙利的伊丽莎白接受，因此他在雅德维加死时也能保留住王位。
关于这些和其他问题，于1385年8月14日在卡列瓦城堡，约盖拉同意接受基督教，将由它的邻居从波兰“偷走”的土地交回波兰，并terras suas Lithuaniae et Russiae Coronae Regni Poloniae perpetuo applicare，该条款由历史学家解释为结婚之时，立陶宛和波兰之间任何一个个体在结婚之前单独签订的条约将被联合签订的条约取代。克列瓦条约被描述为慎重的或是孤注一掷的赌博。
约盖拉在1386年12月15日于克拉科夫瓦维尔主教座堂准时地受洗，并此后正是使用瓦迪斯瓦夫或其拉丁版本的教名。洗礼的官方宣告交给了在骑士团总部马恩堡的，谢绝成为新基督教教父的大团长恩斯特·冯·佐勒。王室的洗礼引发了雅盖沃宫廷和骑士的皈依，也将受洗者聚集在立陶宛河流中和立陶宛最终的基督化的开始。虽然立陶宛贵族主要皈依天主教──异教和东正教在农民之间依然留有很强的影响──国王的皈依和它的政治含义在立陶宛和波兰的历史之间造成深远影响。

#### 在波兰的接待

雅盖隆十字，瓦迪斯瓦夫的私人國王徽章，在结婚后获得

在瓦迪斯瓦夫为了婚礼到达克拉科夫之前，雅德维加国王派遣她的一位骑士加维沙·奥伦施尼茨基去见她的未婚夫，以確定她未来的丈夫是个人類，因为她听说约盖拉是一个像熊一样的生物，残忍而粗鲁。尽管她有疑虑，婚礼还是在1386年3月4日，即约盖拉洗礼两周后的日子举行，而且约盖拉被大主教波赞塔加冕为国王瓦迪斯瓦夫。最后，波兰人发现他们的新统治者很有教养，并十分尊重基督教文化，也是一个老练的政治家和指挥官，他们的新国王是个健壮、眼睛黑而小且不安分、长着大耳朵的人，瓦迪斯瓦夫着装谨慎，被认为是异常干净的人，他每天都清洁身体，刮胡子，从不抽烟，只喝纯净水。他的娱乐方式包括听鲁塞尼亚小提琴曲和打猎。一些中世纪编年史作者认为瓦迪斯瓦夫取得如此惊人的变化来自于他的皈依。

## 立陶宛和波兰的统治者

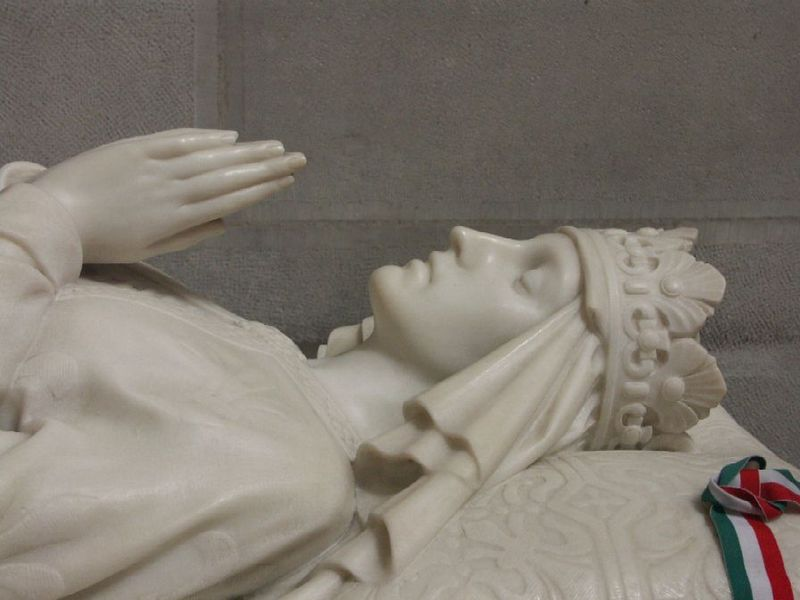
雅德维加的石棺，位于瓦维尔主教座堂

瓦迪斯瓦夫和雅德维加共治；虽然雅德维加可能没有实权，她依然积极参与波兰的政治和文化建设。在1387年，她领导了两次针对红鲁塞尼亚的成功的远征，重新夺得她父亲从波兰交给匈牙利的土地，而且获得了摩尔多瓦大公彼得鲁一世的敬意。在1390年，她也亲自打开与条顿骑士团谈判的大门。虽然大多数的政治责任交给了瓦迪斯瓦夫，但是雅德维加依然致力于文化和慈善活动，令她依然受到尊敬。
不久，瓦迪斯瓦夫在波兰即位，瓦迪斯瓦夫授予维尔纽斯和克拉科夫一样的，仿照马格德堡法设计的城市宪法；而且维陶塔斯在大波兰公爵波列斯瓦夫和卡齐米日三世统治期间，给予查基的犹太社区特权。瓦迪斯瓦夫统一两个法律体系的政策的推行开始是不完全而坎坷的，但是得到了恒久的影响。
瓦迪斯瓦夫政策的影响之一是在破坏东正教基础情况下，令立陶宛天主教徒的数量与日俱增；在1387年和1413年，举例来说，立陶宛天主教波维尔被授予特殊的司法和政治权力，并剥夺了东正教波维尔的权力。随着这一势头不断强劲，在15世纪立陶宛伴随着前罗斯的崛起而崛起。

### 挑战

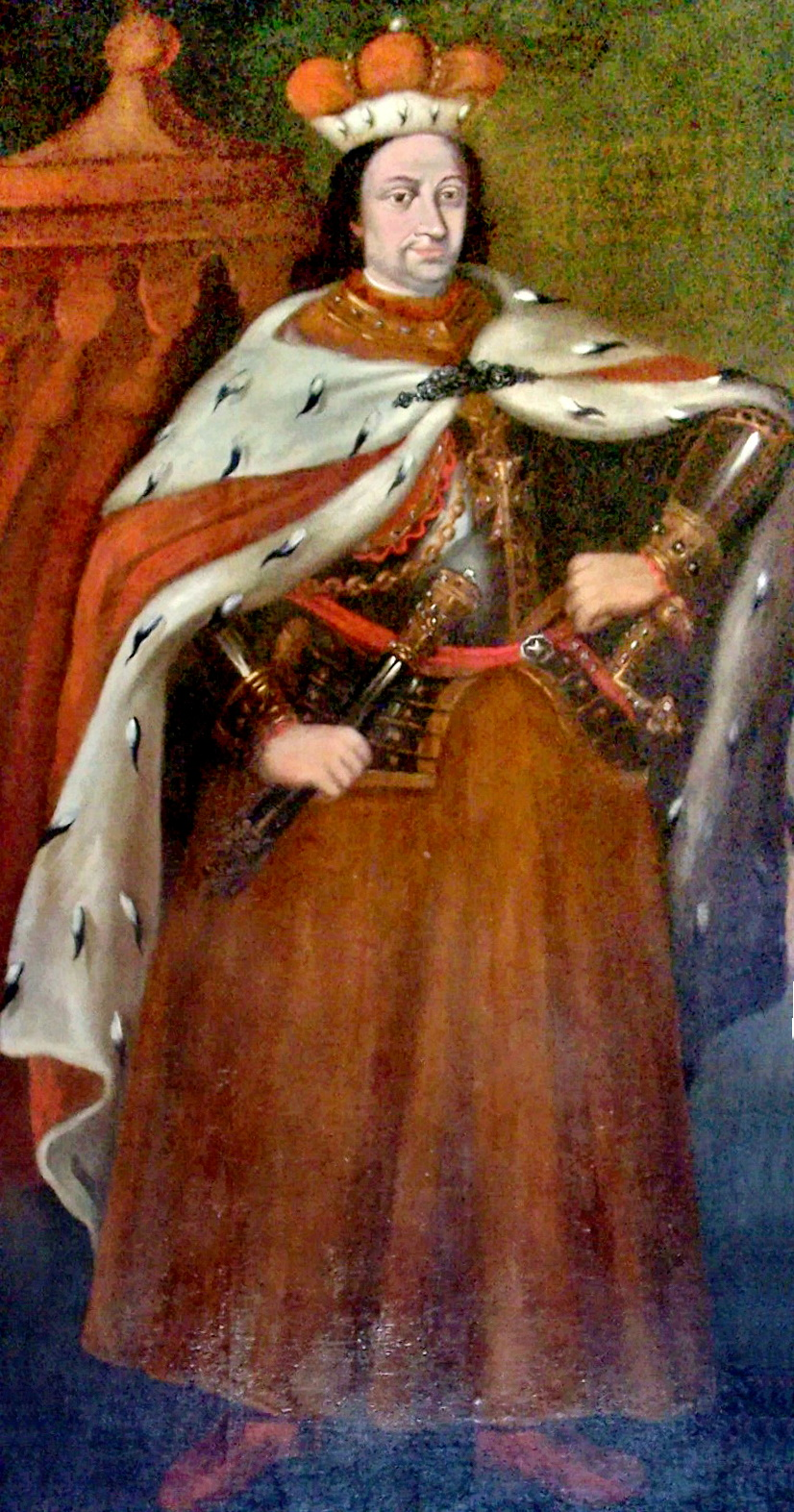
维陶塔斯

瓦迪斯瓦夫的受洗并没有完全停止声称他的受洗只不过是幌子，甚至可能是异教，并重申他们说立陶宛还有异教徒的入侵的借口的条顿骑士团的十字军入侵。从现在开始，然而，骑士团发现它很难将发动十字军的借口坚持下去，并面对真正的基督教国家立陶宛对其发动十字军的缘由的消灭。
总之，瓦迪斯瓦夫和雅德维加对基督化的立陶宛的政策提供了令条顿骑士团与立陶宛作对的原因，而不是让骑士团裁军的理由。他们发起，成立了以前的自白者维尔纽斯主教安德烈·瓦希尔克统治下的维尔纽斯教区。主教区包括萨莫吉西亚，很大程度上受到条顿骑士团的控制，服从于格涅兹诺，而非条顿骑士团的柯尼斯堡。这项决定也许没有改善条顿骑士团与瓦迪斯瓦夫的关系，但是它让立陶宛和波兰之间的关系更为密切，使波兰教会自由地帮助它在立陶宛的同职位的人。
在1389年，瓦迪斯瓦夫在立陶宛的统治要面对重返立陶宛的维陶塔斯的挑战，他憎恨赋予斯基尔盖拉的权力，并不惜牺牲自己的遗产杀掉他。维陶塔斯在立陶宛发动内战，以成为大公为目标。在1390年9月4日，由条顿骑士团团长康拉德·冯·瓦伦罗德领导的，维陶塔斯的联军围攻由瓦迪斯瓦夫的摄政者与波兰人，立陶宛人和鲁塞尼亚人军队联合固守的维尔纽斯。尽管骑士团“连他们的渣都用尽了”，在1个月后解除对城堡的围攻，他们减少了市郊的废墟。这次血腥的战斗在1392年根据奥斯特洛夫条约终于获得了暂时的休战，条约以将立陶宛交给他的远亲，以获得短暂的和平：维陶塔斯以大公的身份统治立陶宛，直到逝世，要服从由波兰君主亲自担当的至高无上的国王或公爵的权力。维陶塔斯接受了他的身份，但他继续要求立陶宛的完全独立。

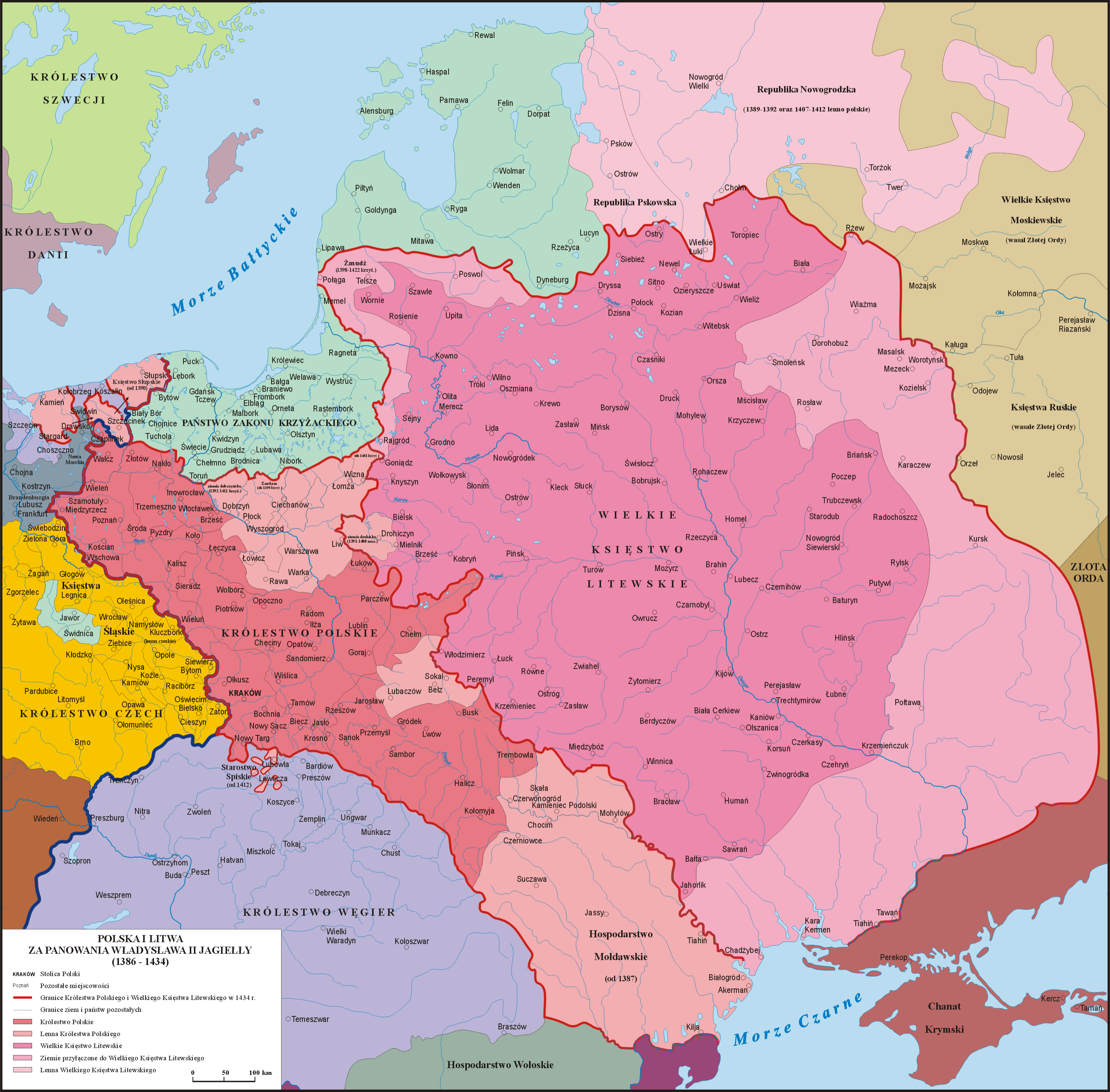
约1386-1434年的立陶宛和波兰

这场于立陶宛人和条顿骑士团之间展开的旷日持久的战争根据萨利纳斯条约终于在1398年10月12日结束了，该条约的名字来自于签署地点──尼曼河上的小岛。立陶宛同意割让萨莫吉西亚，并在夺取普斯科夫的战役上帮助条顿骑士团，而骑士团也同意在夺取诺沃格洛德的战役上帮助立陶宛。不久之后，维陶塔斯成为了由国王加冕的地方贵族；但在翌年他的军队和他的盟友，白帐汗国的脱脱迷失在沃尔斯科拉之战被帖木儿帝国击败，这也击垮了他在东方的帝国雄心，并迫使他再次屈从瓦迪斯瓦夫。

## 波兰国王
在1399年6月22日，雅德维加生了一个女儿，取名为艾尔兹别塔·波尼法齐雅，但在一个月内，母亲和女儿双双死于分娩并发症，离开了有50岁高龄，无子嗣的雅盖沃。雅德维加的死，与安茹王朝的绝嗣，逐渐削弱了瓦迪斯瓦夫的王权；而且由于小波兰贵族之间的冲突，同情瓦迪斯瓦夫的派别和大波兰绅士开始浮出水面。在1402年，瓦迪斯瓦夫作为反对他的王权的人的吵嚷的回应，他与卡齐米日三世的孙女切列的安娜结婚，政治斗争在他的国家内再次合法。

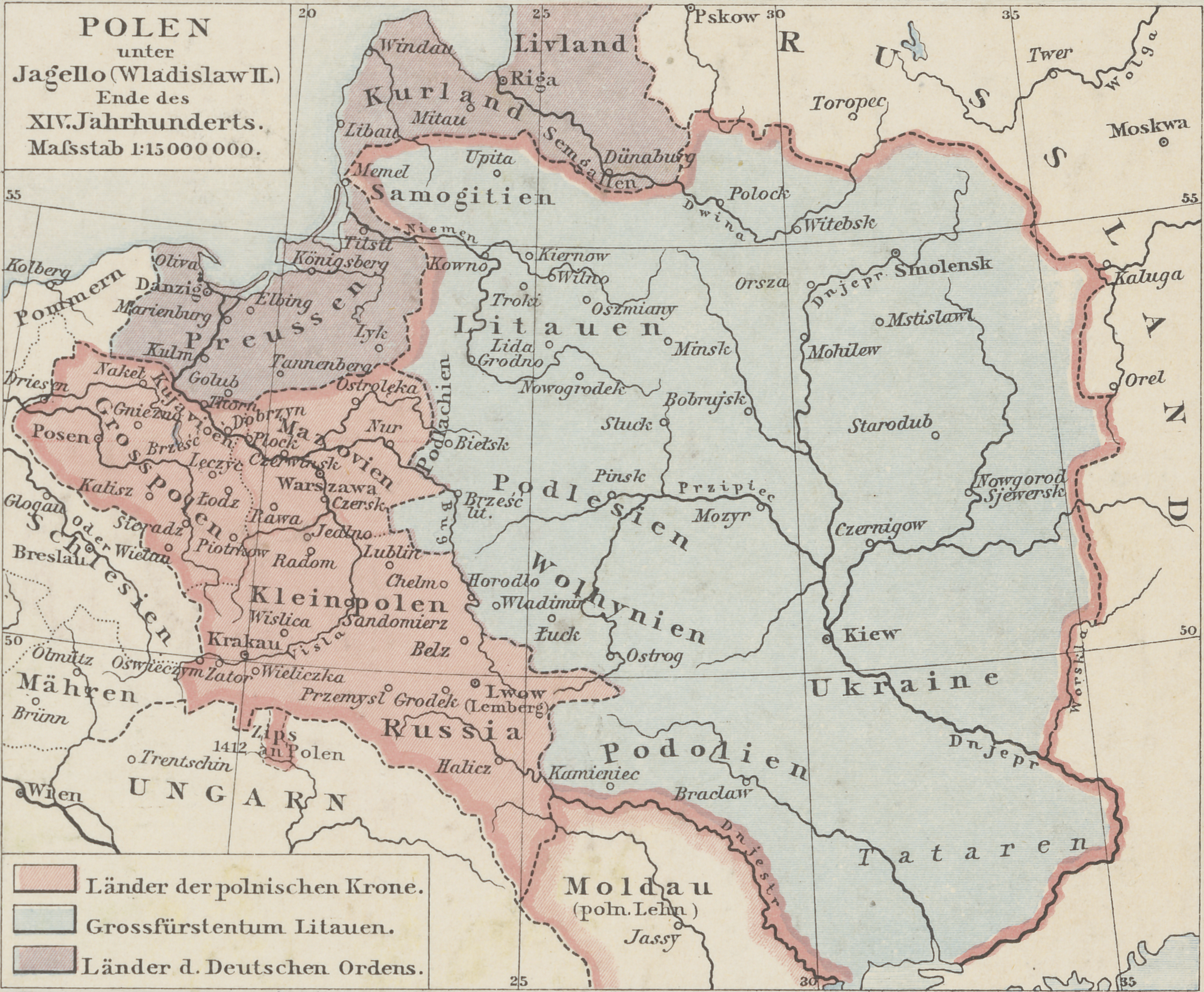
瓦迪斯瓦夫二世统治下的波兰

1401年的维尔纽斯和拉多姆联合证实维陶塔斯的身份是次于瓦迪斯瓦夫权位的大公，同时保证大公的继承人是瓦迪斯瓦夫的后代，而非维陶塔斯的后代：如果瓦迪斯瓦夫无子嗣而死，立陶宛波维尔会选举一位新君主。由于没有继承王位的继承人，该法案的影响不为人知，但是它令波兰和立陶宛贵族的关系更为紧密，而且两国构成了永久性的防御同盟，坚实了立陶宛的手腕，可以足够发动波兰不参与的针对条顿骑士团的战争。虽然该文件不影响波兰贵族的自由，它承认立陶宛波维尔权力的扩大，大公依然不受依附波兰可能造成的那些机关之间的相互制衡。因此维尔纽斯和拉多姆联合让瓦迪斯瓦夫获得立陶宛方面的支持。
在1401年末，针对骑士团发动的新战争令在东部省份发生叛乱后发现他们正在双线作战的立陶宛人的资源变得捉襟见肘。瓦迪斯瓦夫的另一位兄弟，不满者斯威特里盖拉趁此机会，发动起义并自命为大公。在1402年1月31日，他在马尔堡介绍自己，在那里他获得骑士团的支持，并和在雅盖沃和维陶塔斯在大公国争权夺利时，骑士团所做出的举措一样，承认了他。

### 挫败

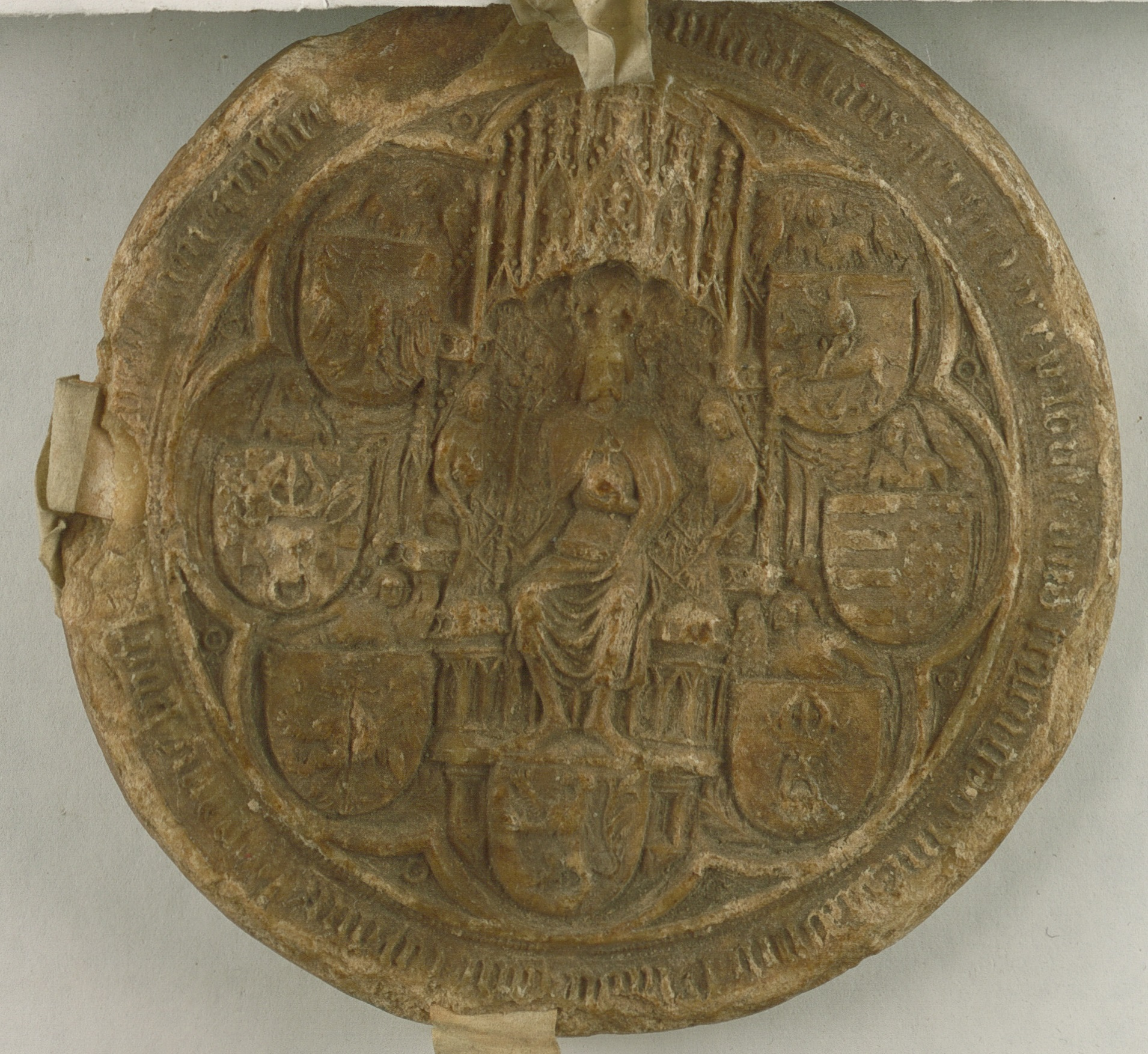
瓦迪斯瓦夫二世的王家印章

战争结束了，瓦迪斯瓦夫被击败了。在1404年5月22日的拉恰兹条约中，他接受了骑士团大部分的要求，包括正式地割让萨莫吉希亚，并支持骑士团对普斯科夫的攻城；作为回报，康拉德·冯·均林根承诺将具有争议的，曾经被瓦迪斯瓦夫·欧珀尔斯基抵押给了骑士团的多布基恩地区和佐托利亚镇卖给波兰，并支持维陶塔斯在诺沃格洛德重新进入政界。双方签署这个条约的主要原因是：骑士团需要时间防御它新获得的土地，波兰人和立陶宛人需要处理东部和西里西亚的主权威胁。
同时在1404年，瓦迪斯瓦夫在弗罗茨瓦夫与让瓦迪斯瓦夫在神圣罗马帝国的政治斗争中支持他，并愿意将西里西亚还给波兰的瓦茨拉夫四世举行会谈。瓦迪斯瓦夫拒绝在波兰和西里西亚贵族的协议上交易，因为他不愿意因新的军事承诺而增加自己的负担。

## 波兰-立陶宛-条顿战争

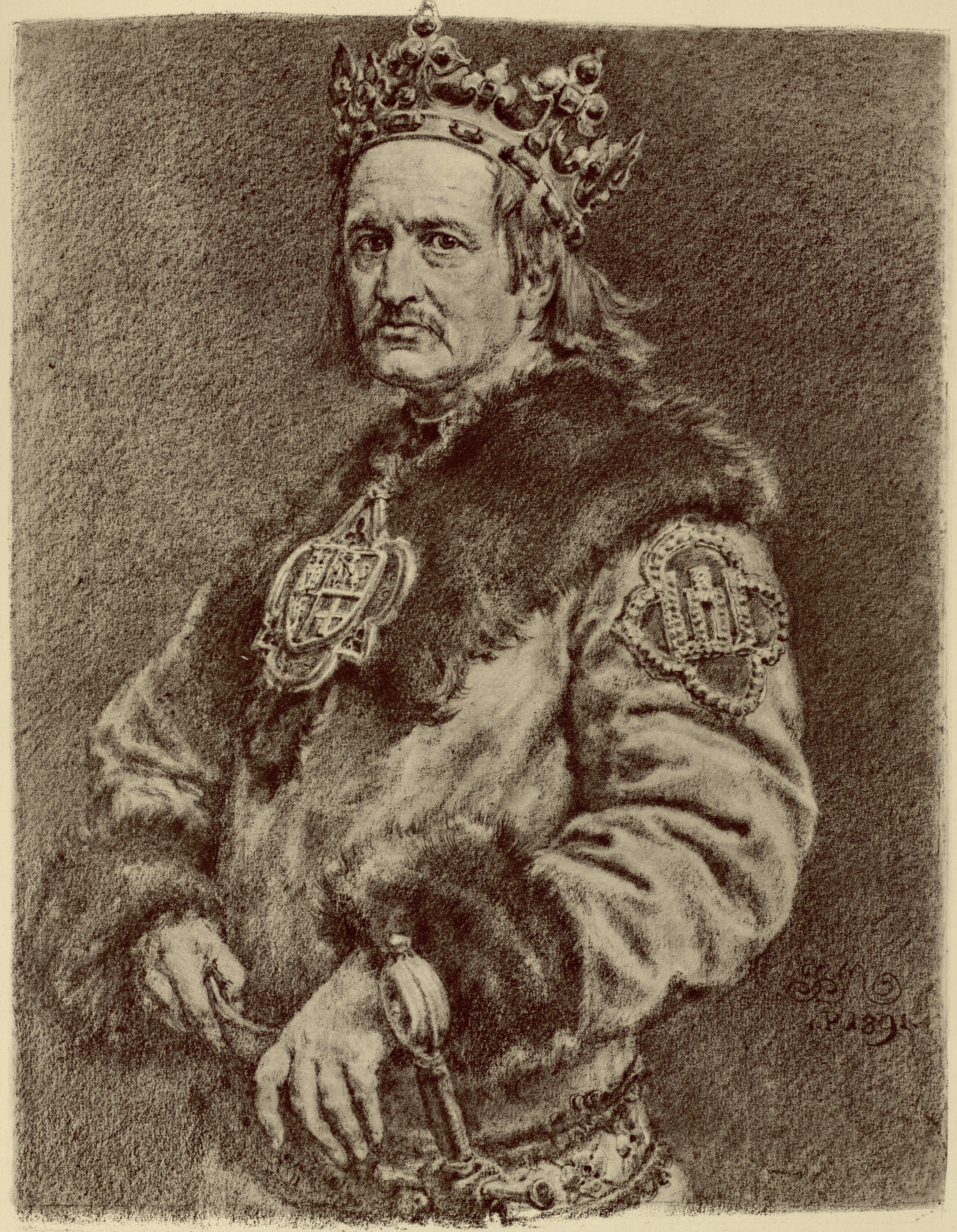
《瓦迪斯瓦夫二世》，由扬·马特耶科画

在1408年12月，瓦迪斯瓦夫和维陶塔斯在那瓦赫鲁达克城堡举行战略会谈，他们决定煽动反抗条顿骑士团统治的萨莫吉西亚人起义，以让日耳曼人离开波美拉尼亚。瓦迪斯瓦夫承诺以在未来任何的条约中，将萨莫吉西亚还给立陶宛作为他对维陶塔斯对他的支持的酬谢。在1409年5月开始的起义首先并没太惹怒骑士团，他们也没有通过建要塞来巩固他们在萨莫吉希亚的统治；但在六月他们的外交官开始忙于在奥博尼基游说瓦迪斯瓦夫的法院， 警告那些反对他牵扯进立陶宛和骑士团之间的战争的贵族。虽然瓦迪斯瓦夫避开他的贵族并告诉新上任的大团长乌尔里希·冯·均林根如果骑士团镇压萨莫吉希亚的起义，波兰会干预他们。这刺伤了骑士团，并使他们准备在8月6日向波兰宣战，而这个消息在8月14日被瓦迪斯瓦夫在诺维-科尔钦接到。
北疆城堡的防护状况很不好，骑士团很容易就在佐托利亚，多布林和多布林地区首府博布伦尼基占领了它们，同时德意志公民将他们邀请至比得哥什。瓦迪斯瓦夫在9月末露面，并在一周内夺回比得哥什，但在10月8日又被骑士团夺回。在冬季，两支军队为一场大战做准备。瓦迪斯瓦夫在马佐夫舍的普沃茨克安置了一个战略补给库。并在维斯瓦河架设了一座浮桥，以能够向北输送物资。
同时，双方展开外交攻势。骑士团向欧洲的君主送信，让他们派遣十字军讨伐“异教徒”；瓦迪斯瓦夫以用他的亲笔信指责骑士团要征服全世界的君主，作为对骑士团外交攻势的回应。这种攻势成功地将很多外国的骑士招进作战的各方。 瓦茨拉夫四世和波兰人签署防御条约，共同抗击条顿骑士团；他的兄弟，西吉斯蒙德加入骑士团一方，尽管他的匈牙利诸侯拒绝响应他的号召，西吉斯蒙德仍于7月12日向波兰宣战。

### 格伦瓦德之战

格伦瓦德之战，由扬·马特耶科绘于1410年

在1410年6月重新开战时，瓦迪斯瓦夫带领20000名贵族，15000名武装平民和2000名主要雇在波西米亚的专业骑兵深入条顿骑士团中心地带。在彻温斯科渡过维斯瓦河后，他的军队与带领着11000个鲁塞尼亚和鞑靼轻骑兵的维陶塔斯会合。条顿骑士团则有几乎都为日耳曼人的18000名骑兵和5000名步兵。在6月15日格伦瓦德之战这中世纪最大，且最残忍的战役的结果是，联盟赢得了完胜，令条顿骑士团的军队全军覆没，在战斗中骑士团大多数位置关键的指挥官被杀死，包括大团长烏爾里希·馮·容寧根和大元帅弗里德里希·冯·瓦伦罗德。千余人的军队报告称被另一方消灭殆尽。

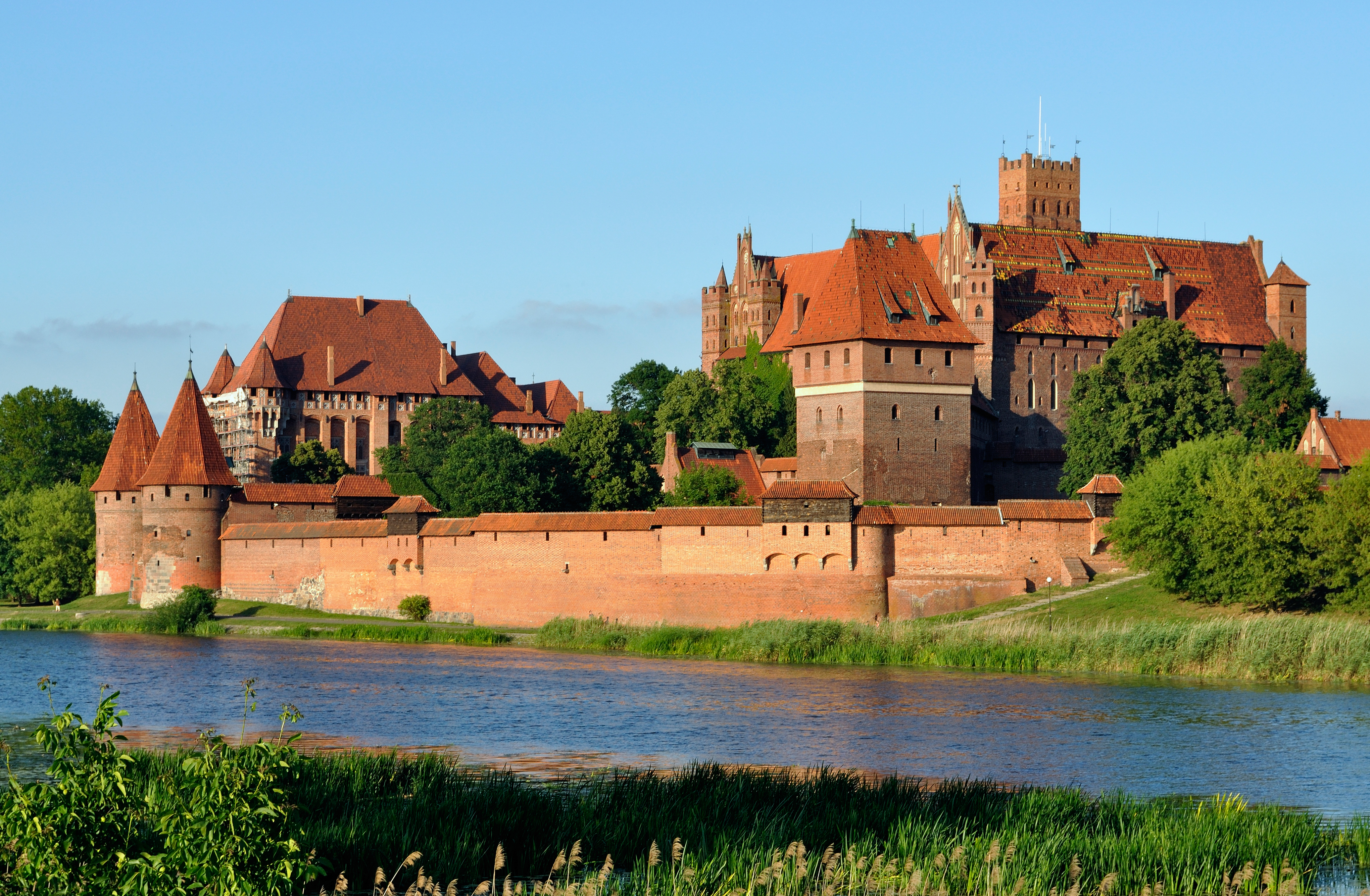
位于马尔堡的条顿骑士团城堡

现在，通往条顿总部马尔堡的道路是开放的，城市也是不设防的；但因为资料没有解释清楚，瓦迪斯瓦夫对他的有利条件产生了犹豫。在7月17日，他的军队开始艰苦推进，仅在7月25日到达马尔堡，与此同时，新大团长海因里希·冯·普劳恩开始部署要塞的防守。显然随后显而易见，半心半意的攻城让瓦迪斯瓦夫在9月19日停止了攻城，这次攻城的失败被归于多种多样攻不破的防御工事造成的立陶宛人的高伤亡率，并且瓦迪斯瓦夫不愿意再造成更大的伤亡；但是资料的缺乏让这种可能并不稳固。帕维夫·雅谢尼查在他的纪念碑（雅盖隆的波兰）中指出瓦迪斯瓦夫作为一个立陶宛人，也许希望维持立陶宛和波兰权力的平衡，立陶宛人忍受在战斗中极其重大的伤亡。其他历史学家指出瓦迪斯瓦夫也许认为马尔堡是攻不破的，因此他没有看见他的优势，但在漫长的攻城中，他们也并不一定成功。

## 最后的年月

### 分歧

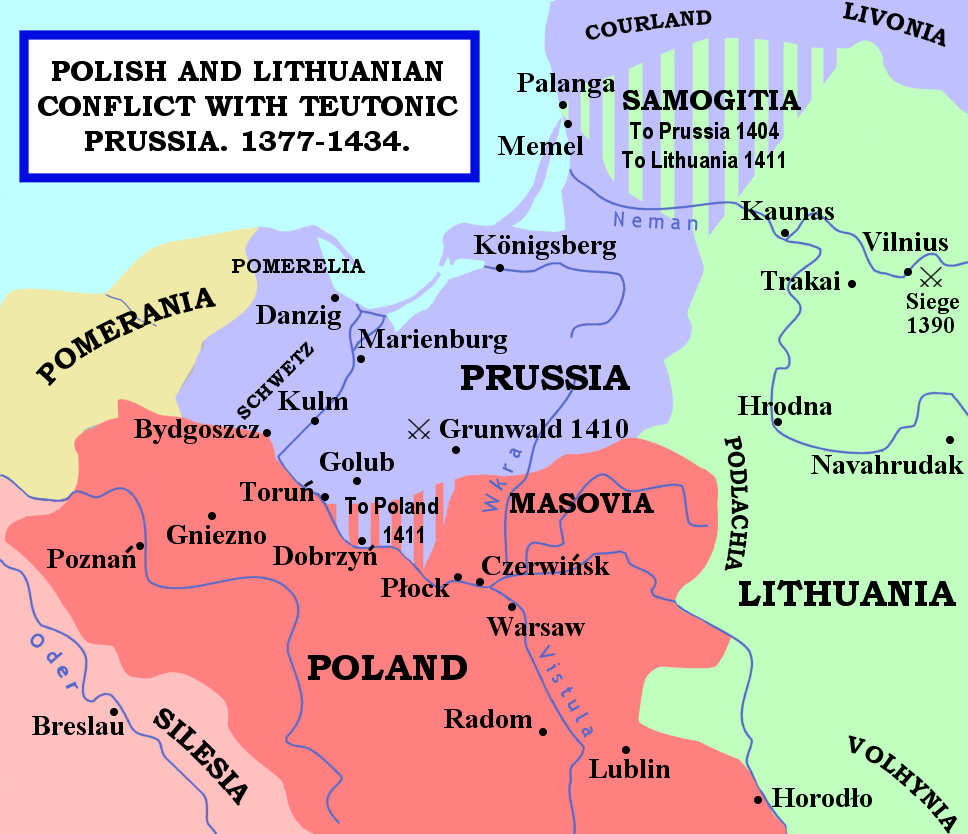
1377年至1434年波兰和立陶宛与条顿普鲁士的冲突

战争在1411年伴随着索恩休战结束了，但是波兰和立陶宛的人都没有回家，他们的谈判并没有尽力扩大他们的利益，因此很多波兰贵族都不满于此。波兰赢回了多布林地区，立陶宛赢回了萨莫吉西亚，而马佐夫舍赢得了通往弗科拉河的一小片土地。条顿骑士团领土的大部分无论如何，即使是投降的村镇都保存完好。瓦迪斯瓦夫之后用适量的赎金交换，释放了条顿骑士团的高层官员。这个失败削弱了胜利给人民带来的愉快，在1411年后，他的贵族的满足激起了人民对瓦迪斯瓦夫的反对浪潮，并进一步被瓦迪斯瓦夫对波多利亚的承认激发，波兰和立陶宛之间的争议让维陶塔斯和国王在两年内都没有在立陶宛呆过一天。
波兰对连说波兰语都说得不流利的瓦迪斯瓦夫相当长时间的不信任，体现在一个世纪后的编年史作者和历史学家扬·杜戈施的这段话上：
|  | 他爱他的国家立陶宛与他的家人和兄弟，所以他从来都不犹豫地将所有的战争和麻烦带给波兰。官方的财富全都被他运到立陶宛，并在立陶宛保护它们，这也是立陶宛能够发达的原因。 |

为了对抗他的反对派，瓦迪斯瓦夫在1411年提拔反对派之首，主教米科瓦耶·特拉巴为格涅兹诺大主教，并在克拉科夫，让维陶塔斯的支持者沃耶切赫·加斯特泽比耶茨接任他的职位。他也设法在立陶宛找出更多的盟友。在1413年10月2日签署的赫罗德沃联合中，他公布了立陶宛大公国的地位：“我们波兰王国亘古不变的盟友”，并承认立陶宛天主教贵族的特权与波兰的施拉赤塔一样。法令还包括禁止波兰贵族在未经立陶宛贵族同意的情况下选举国王，而且立陶宛贵族可以在未经波兰贵族的许可下选举大公的条令。

### 最后的冲突
在1414年，一场被称为“饥饿战争”的战争突然爆發了（这场战争因骑士团焚烧田地和磨坊的焦土政策而得名），但是骑士团和立陶宛在战争之前已经耗尽了财力去发动一场大战，而且战斗在秋天已经逐渐结束。战斗并没有再次突然爆发，直到1419年在教皇特使的坚持下，康斯坦茨湖委员会被取消。
康斯坦茨湖委员会是条顿骑士团的转折点，而且它在冲突中帮助骑士团。维陶塔斯在1415年派了一个代表团，包括基辅的首都；和萨莫吉希亚的证人在年末抵达康斯坦茨湖指出他们的观点“用水洗礼，而非用血”。 包括米科瓦耶·特拉巴、加维沙·查尼和帕维夫·沃德科维奇在内波兰使节游说他们结束强迫异教徒皈依，并停止对立陶宛和波兰的侵略。由于波兰立陶宛的外交攻势，委员会因为被沃德科维奇关于僧侣国的合法性的质问中伤，拒绝了条顿骑士团关于进一步发动十字军并委托令萨莫吉希亚人和波兰立陶宛人皈依基督教的要求。
在康斯坦茨湖的外交问题包括，将波兰看做他们反抗波西米亚新当选的国王西吉斯蒙德的盟友的波西米亚胡斯派教徒起义。在1421年，波西米亚议会宣布西吉斯蒙德罢免王位，并将王位交给瓦迪斯瓦夫，但是瓦迪斯瓦夫需要接受他不愿接受的宗教原则布拉格四法。
在1422年，瓦迪斯瓦夫发动另一场战争，被称为高伦布之战，以对抗条顿骑士团，并在骑士团援军抵达之前就击败了他们。梅尔诺湖条约的结果让骑士团再也不提出对萨莫吉希亚的主权要求，并规定了普鲁士和立陶宛的永久边界。这个条约虽然证明了波兰的胜利，但是因为瓦迪斯瓦夫放弃对波美拉尼亚，波美热尼亚和海乌姆瑙地区的主权要求，所以，波兰只获得战败者的待遇，只得到涅沙瓦镇。梅尔诺湖条约虽然停止了骑士团和立陶宛的战争，但是并没有解决骑士团同波兰的长期问题。1431年至1435年，波兰和骑士团之间更进一步爆发了一些零星的战争。
维陶塔斯在1430年死后，波兰和立陶宛合作之间的破裂给骑士团提供了干涉波兰的可乘之机。瓦迪斯瓦夫支持他的兄弟斯威特里盖拉作为立陶宛大公， 但是同时，斯威特里盖拉支持条顿骑士团，并对罗斯贵族表示不满，在立陶宛，反抗波兰的王权，在波兰，在克拉科夫主教泽彬格涅夫·奥列施尼茨基之下，占领在1411年瓦迪斯瓦夫和沃尔希连一起送给立陶宛的波多利亚。在1432年，一个在立陶宛的亲波兰派让维陶塔斯的兄弟西吉斯蒙德·科斯图台提斯获得大公之位， 在瓦迪斯瓦夫死后领导一支军队发动武装斗争，夺得大公之位。

### 继任

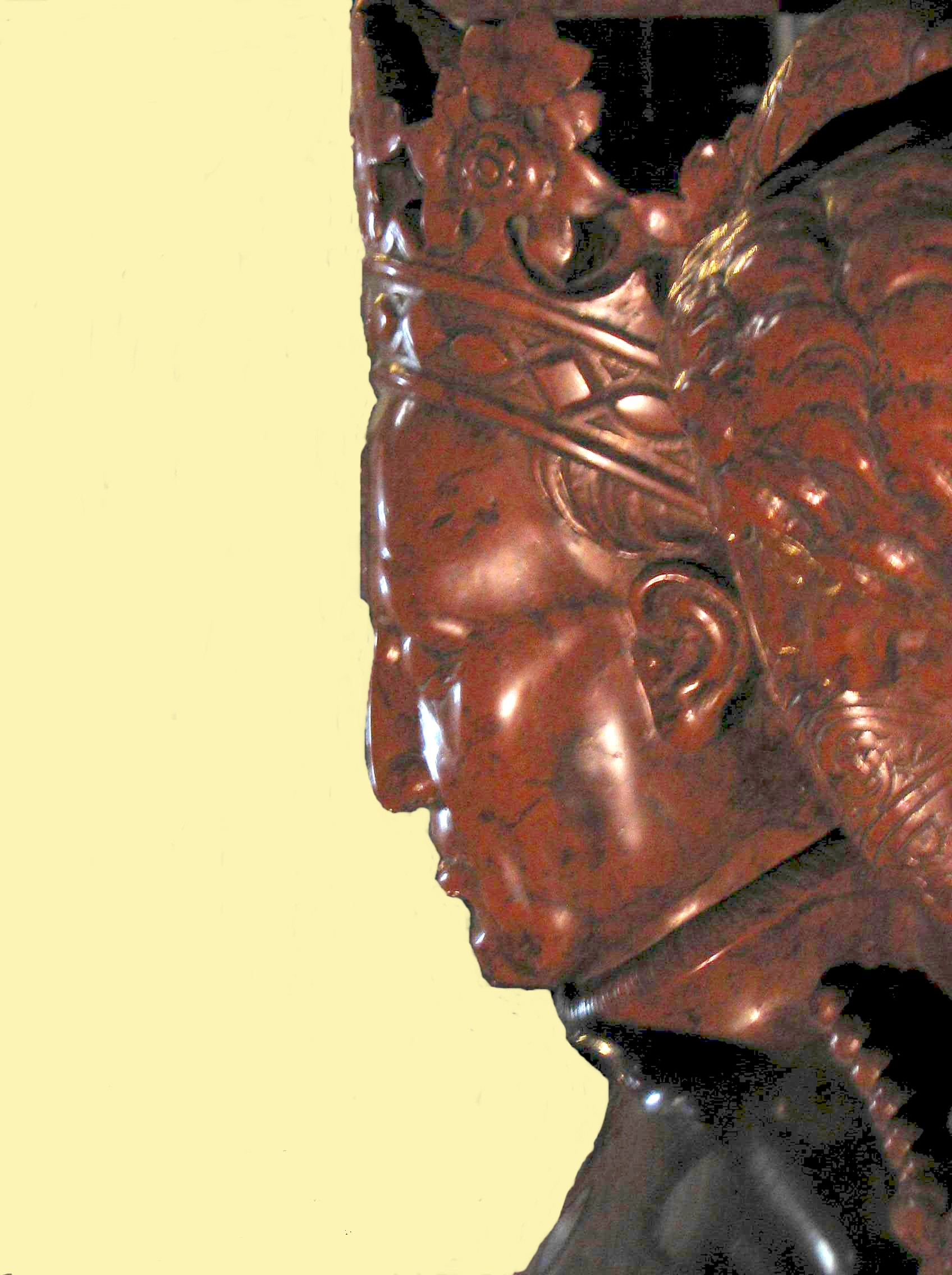
瓦维尔主教座堂的瓦迪斯瓦夫石雕像

瓦迪斯瓦夫的第二位妻子切列的安娜死于1416年，留下了一位女儿雅德维加。在1417年，瓦迪斯瓦夫与皮里查的伊丽莎白结婚，伊丽莎白于1420年死亡，没有留下任何子女。两年后，瓦迪斯瓦夫与哈尔沙尼的索菲亚结婚，索菲亚为他生下了两个活到成年的儿子。在1431年，雅德维加公主死亡，瓦迪斯瓦夫命令让哈尔沙尼的索菲亚生下的儿子继承王位，但是她不得不给波兰贵族送礼，并说服他们，向自从国家为选举制以来，所签订的条约妥协。瓦迪斯瓦夫于1434年逝世，他让他的长子瓦迪斯瓦夫统治波兰，让他的幼子卡齐米日统治立陶宛，而他们那时尚未成年。